# Pedro de Orrente
Pedro de Orrente (1580-1645), va ser un pintor barroc, natural de Múrcia però format a Toledo. Per Jusepe Martínez, qui segurament va arribar a conèixer-lo, consta que va completar la seva formació a Itàlia amb Leandro Bassano, la influència del qual s'adverteix inequívocament a la seva obra junt amb la d'altres mestres italians, el que unit als seus constants desplaçaments dintre de la península fa d'Orrente un artista clau en la formació i difusió del naturalisme tant a Castella com a València.

## Biografia
Fill de Jaime de Orrente, mercader d'origen marsellès establert a Múrcia el 1573, on va casar amb Isabel de Jumilla, Orrente va ser batejat el 18 d'abril de 1580 a l'església de Santa Caterina d'aquesta mateixa ciutat. Consta documentalment la relació amistosa del seu pare amb un Juan d'Arizmendi, pintor de qui només se sap, que potser fos el primer responsable de la seva formació abans d'abandonar Múrcia. El 1600 es trobava ja a Toledo on va contractar, «lliure i fora de curadoria», el retaule de la Verge del Saz a la vila de Guadarrama (Madrid), obra no conservada.
No tornen a tenir-se notícies fins a 1604, quan un cert Jerónimo de Castro es comprometia a pagar a Múrcia al pare del pintor per un Sant Vidal que Orrente havia pintat per a ell. Es dedueix que Pedro es trobava absent, potser a Itàlia, no reapareixent documentalment fins a 1607, novament a Múrcia, concertant els serveis d'una minyona. El 1612, veí a Múrcia, va contreure matrimoni i va datar la Benedicció de Jacob de la col·lecció Contini, obra ja plenament «bassanesca», a més a més de donar poder a Angelo Nardi perquè cobrés en el seu nom un quadre que havia pintat per a un argenter de Madrid, la qual cosa implica l'existència d'una relació amistosa amb el pintor italià, a qui va poder conèixer a la mateixa Itàlia o en algun viatge no documentat d'Orrente a la cort, on Nardi s'havia establert el 1607.
Amic de «mudar terres», segons va dir d'ell Jusepe Martínez, cap a 1616 devia trobar-se a València, on va pintar el monumental Martiri de Sant Sebastià de la seva catedral i va rivalitzar amb Francesc Ribalta. D'un any posterior és el Miracle de Santa Leocàdia  pintat per a la catedral de Toledo, que va cobrar anomenant-se «veí de Múrcia». És possible que en aquests desplaçaments entre Múrcia i Toledo parés algun temps a Conca, on Cristóbal García Salmerón es demostra estret seguidor de la seva obra i potser deixeble.

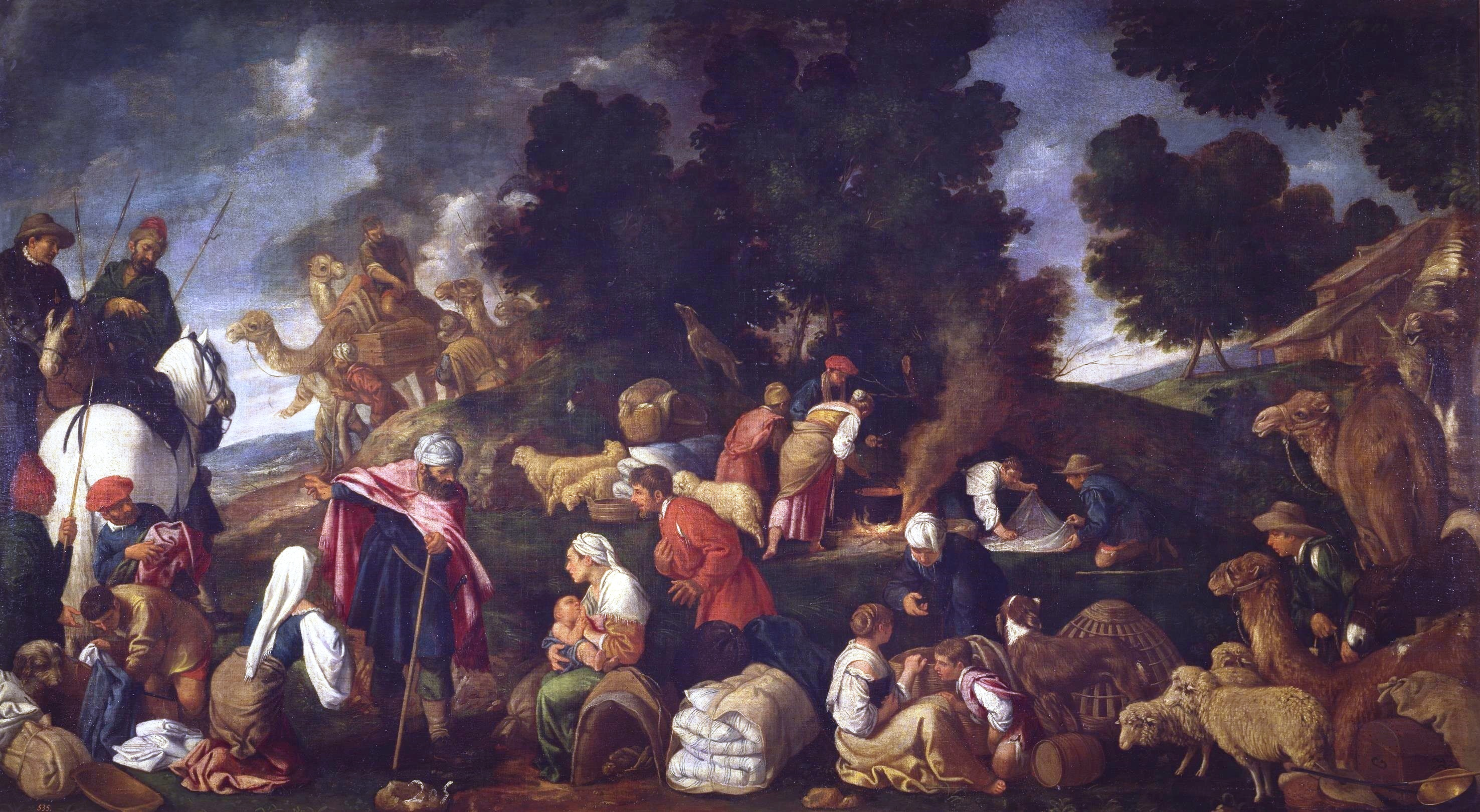
Labán da alcance a Jacob, pintura a l'oli sobre tela (116x209 cm.) Museu del Prado. A la producció d'Orrente destaquen els temes del Antic Testament tractats com a escenes de gènere, estant amb aquestes obres amb les quals va assolir una més gran estimació entre els seus contemporanis.

L'any 1624 va sol·licitar a Múrcia ser admès com Familiar del Sant Ofici, però el 1626 es trobava novament a Toledo on Alejandro de Loarte li va nomenar marmessor testamentari i va rebre com a aprenent a Juan de Sevilla, fill de l'escultor Juan de Sevilla Villaquirán, l'únic deixeble documentat. Allà va fer amistat amb Jorge Manuel Theotocópuli, fill de El Greco, apadrinant junt amb la seva esposa a dos dels seus fills el 1627 i 1629. Aquest mateix any, veí a Toledo, va contractar el retaule major i col·laterals del convent de franciscans de Yeste (Albacete), parcialment conservats; en el document se l'anomena «pintor de Sa Majestat», en al·lusió, potser, als quadres d'Orrente que per orde del comte-duc d'Olivares havien estat utilitzats a la decoració del nou Palacio del Buen Retiro.

L'any 1630 va cobrar una quantitat molt estimable de la catedral de Toledo per un Naixement de Crist pintat per a la capella de los Reyes Nuevos, en competència amb l'Adoració dels Mags d'Eugenio Caxés, de la que va sortir, segons Antonio Palomino, «molt avantatjós Orrente». Les notícies de la seva estada a Toledo arriben fins a 1632, quan va contractar un retaule per al convent de San Antonio de Pàdua del qual res es conserva. Al febrer de 1633 un despatx de la Inquisició amb relació a la seva pretensió d'obtenir la «familiatura» es refereix a ell i a la seva dona com a veïns de Espinardo, barri de Múrcia. La següent notícia és ja de 1638, trobant-lo a Múrcia en propietat de dues cases. Però solament un any més tard havia abandonat novament la ciutat, perquè un cert Lorenzo Suárez va haver de fer-se'n càrrec del retaule de la Concepció que havia deixat inconclús. Sembla que es va traslladá a València, on el 17 de gener de 1645, vidu i sense fills, i amb una bona situació econòmica, va fer testament. Va morir dos dies més tard, sent enterrat a l'església de Sant Martí d'aquella ciutat. Deixebles o seguidors seus en aquesta etapa valenciana, tal com s'aprecia a les seves respectives obres, van ser Esteve March, Pau Pontons i el també murcià Mateo Gilarte.

## Estil

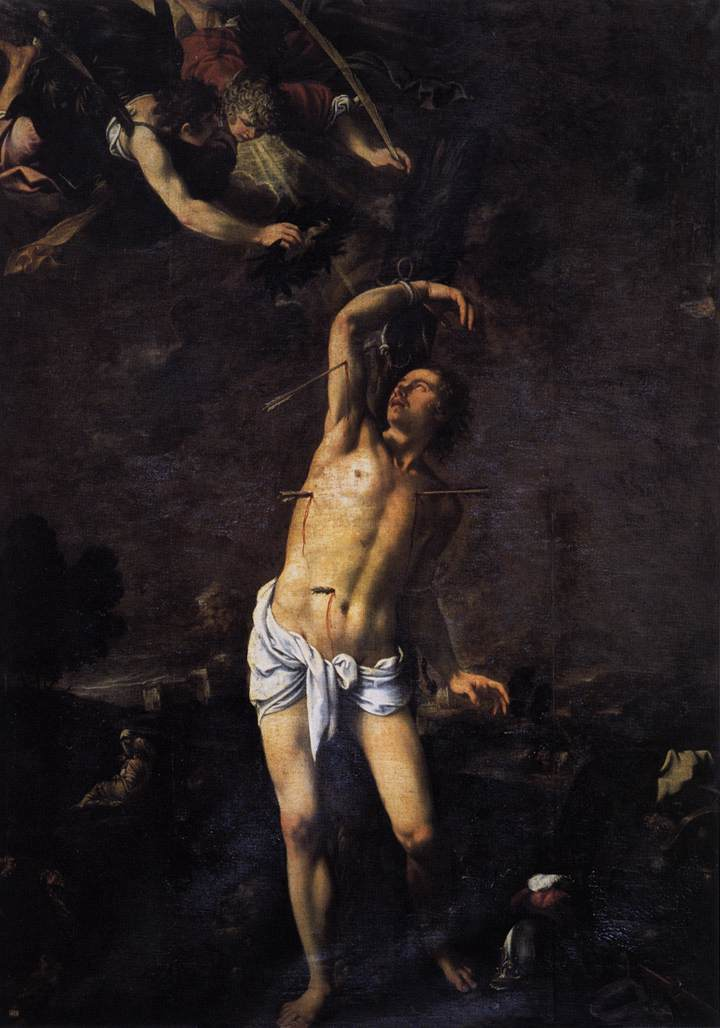
El martiri de Sant Sebastià, oli sobre tela (306x219 cm.) Catedral de València. Es tracta de l'obra més monumental d'Orrente, on s'entrecreuen les influències italianes presents a la seva pintura: caravaggista a la forta il·luminació lateral i veneciana al paisatge. Per a la figura del sant va poder, a més a més, valdre's del Samsó de Guido Reni a la Pinacoteca de Bolonya, conegut potser a través d'una estampa.

Orrente ha estat conegut com el «Bassano espanyol». Ja a la col·lecció de Carles I d'Anglaterra una de les seves obres, una escena pastoral, apareixia com assignació a l'«espanyol que va ser imitador de l'estil del Bassano». Cinquanta anys després de la seva mort José García Hidalgo encara li'n recordava entre els grans pintors com «segon Bassano» i en versos aconsellava el principiant en pintura «... de Velázquez, Murillo, i de Carreño / aprèn acolorit i historiat (... /...) D'Orrente els bestiars, i pastors».
El coneixement de l'obra dels Bassano a Toledo, on els seus quadres eren copiats per Juan Sánchez Cotán i citats amb respecte per El Greco, va haver d'influir sens dubte a la seva determinació d'anar a Venècia, on es trobava el 1605. La influència dels Bassano, i en particular de Leandro, és evident no solament en aspectes formals de la seva pintura sinó, i sobretot, a la configuració d'un dels aspectes fonamentals de la seva producció artística: la transformació, amb sentit comercial, dels temes bíblics, de forma especial de l'Antic Testament, a escenes de gènere d'ambient pastoral.
Altres mestres venecians van deixar també en ell profunda empremta. Molt significativa és la influència de Paolo Veronese, perceptible a les seves composicions més complexes del Nou Testament, amb múltiples figures i indumentàries vagament orientals, tal com es pot trobar a les Noces de Canà de la parroquial de La Guardia (Toledo) o als Calvaris, amb les seves creus en posició obliqua. Els atrevits escorços d'aquests quadres, així com els del gran quadre de La Aparición de Santa Leocadia de la catedral de Toledo o l'impressionant Martiri de Jaume el Menor del Museu de Belles Arts de València, amb els seus punts de vista baixos, remeten per una altra banda a l'obra de Tintoretto.
Però Orrente, encara que bassanesc a l'elecció dels temes i al tractament dels paisatges amb il·luminació crepuscular, a l'execució se separa del venecià, avançant més a la direcció del naturalisme tenebrista. Així ho va observar ja Francisco Pacheco, qui va poder conèixer Orrente durant la seva estada a Toledo el 1611. En tractar de la pintura d'animals el sogre de Velázquez deia en aquest sentit que era un «gènere de pintura [que] ha acreditat a Espanya el nostre Pedro Rente encara que es diferencia en el mode del Basano i fa manera seva coneguda pel mateix natural». Les obres com el Sant Sebastià de la catedral de València, amb un paisatge venecià, el modelatge escultòric i la intensa il·luminació posen de manifest el coneixement de l'obra de Caravaggio o, si més no, dels mestres caravaggistes, interpretats per Orrente d'un mode semblant a com ho feia el seu contemporani Luis Tristán. També és semblant el seu tractament del color, amb la reducció de la sumptuositat veneciana a una gamma apagada d'ocres terrosos i tonalitats torrades interrompudes ocasionalment per solament alguna taca de verd o vermell intens i blanc brillant.

## Obra

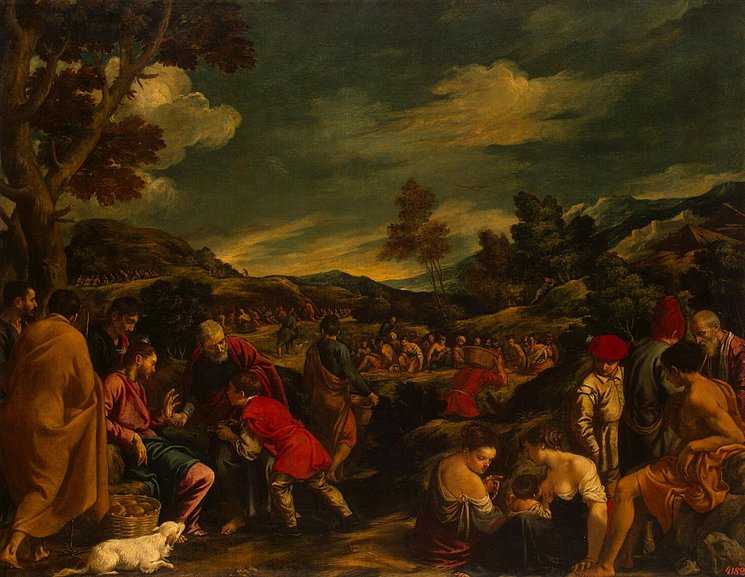
La multiplicació dels pans i els peixos, oli sobre tela (107x138 cm), Sant Petersburg, Museu de l'Hermitage. Obra de concepció bassanesca a l'amplitud del seu paisatge poblat per múltiples figures de dibuix precís.

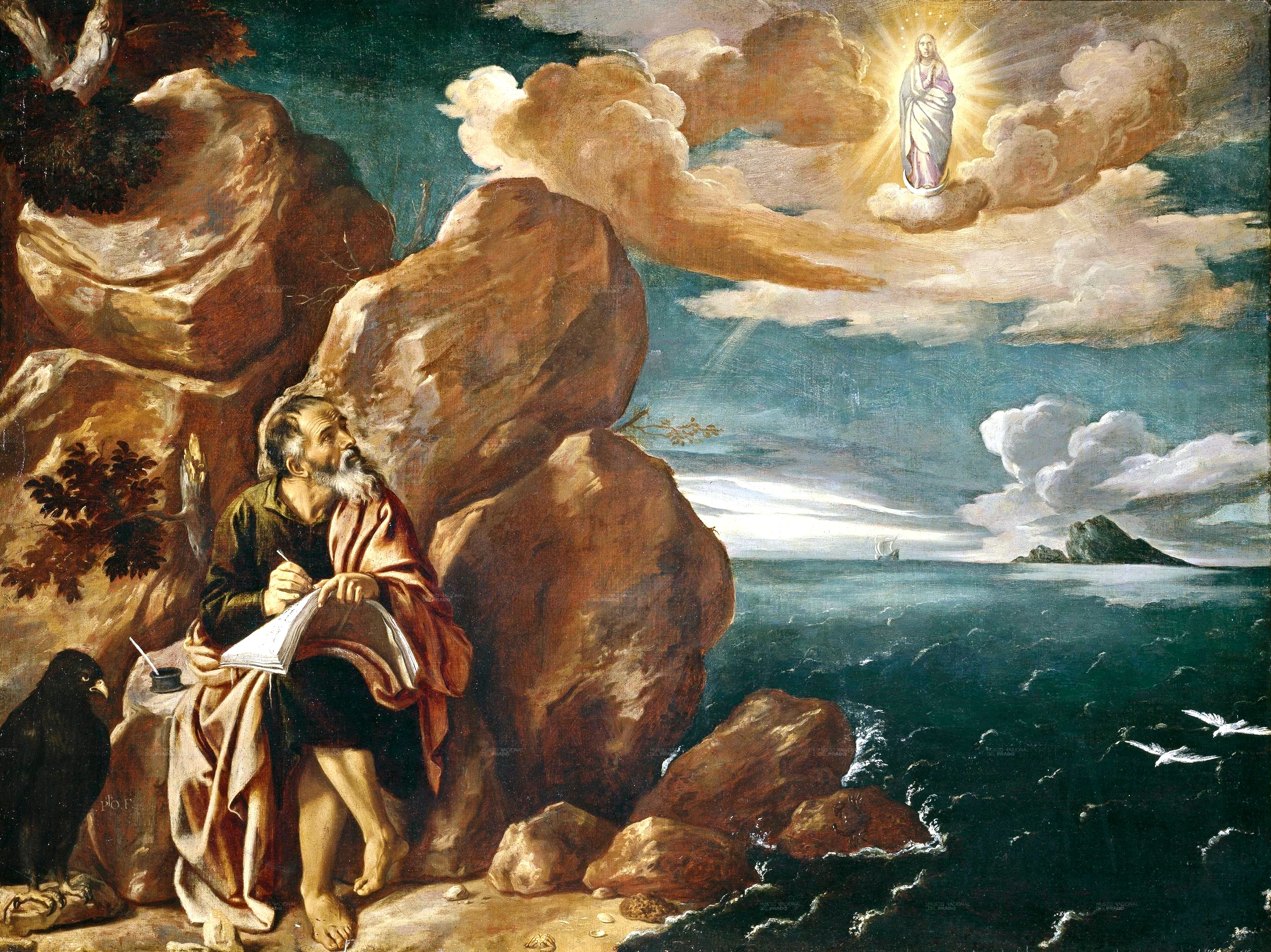
Sant Joan Evangelista a Patmos de Pedro de Orrente

Les obres d'Orrente d'atribució segura, signades en molts casos, juntament amb les del seu taller o escola, són molt abundants, però en estar rarament datades resulta difícil parlar d'evolució dintre d'un estil que, fora d'això, apareix en un fonamental uniforme. En el conjunt de la seva nombrosa producció destaquen les teles de temes bíblics amb amplis paisatges tractats com a escenes de gènere de caràcter pastoral, amb un detingut estudi dels nombrosos animals i accessoris presents, quadres sobre els que va establir el seu prestigi com el «Bassano espanyol», però va ser autor també de grans pintures d'altar, de composició complexa i grans figures omplint l'espai, com ja va observar Jusepe Martínez en assenyalar, que «encara que el Bassano es va exercitar més a fer figures mitjanes, nostre Orrente va prendre la manera més gran, en la qual va fer conèixer el seu gran esperit». Va ser autor, a més a més, d'algunes sèries de faules mitològiques extretes de les Metamorfosi d'Ovidi, dues de les quals estaven en poder del marquès de Leganés i una altra és citada per Antonio Palomino a Madrid, en poder d'un particular, dient d'ella que és «cosa excel·lent». D'aquest aspecte menys conegut de la seva producció únicament han arribat, als nostres dies, dos quadres: Cèfal i Procris, en una col·lecció particular valenciana, i Cadme arriba al lloc designat per l'oracle, en col·lecció particular madrilenya, en què mostra uns tipus quotidians propers als dels seus temes bíblics i allunyats de qualsevol aspecte heroic.
La primera obra de datació segura entre les conservades, com s'ha indicat, la Benedicció de Jacob de la col·lecció Contini, datada el 1612, és ja obra pròxima als Bassano i és aquesta la influència més perdurable a la seva obra, igualment perceptible, com ja assenyalés Palomino, al commovedor Martiri de Jaume el Menor, del Museu de Belles Arts de València, només amb cinc figures grans ocupant tot l'espai, però amb un tractament de la matèria de qualitats vellutades i colors densos plenament venecians. Però és en les seves sèries bíbliques, amb cicles dedicats a Jacob, Abraham i Noè, entre els motius de l'Antic Testament, i els miracles de Crist extrets del Nou, on l'empremta del bassanesc és més profunda i, també, la seva personal i rica inventiva, enganxada al quotidià a efectes de fer versemblant el fet narrat. En aquestes composicions de gabinet de mida mitjana, situades en variats escenaris, molt aptes segons Palomino per a les sales de cases particulars, poblades per nombroses i vivaces figures de petita mida, amb el seu acompanyament d'animals domèstics i objectes de natura morta tractats amb minúcia de vegades un punt seca, però amb tocs solts de llum a les llanes de les ovelles, es fa palès la seva habilitat narrativa i és en elles on es va assentarla seva fama, estant molts, com deia Pacheco, els pintors mediocres que «s'alimenten amb les seves còpies», alguns com Mateo Orozco coneguts pels seus noms.
Per entre les peces que van formar part d'aquests cicles conservats més o menys complets a diversos llocs i algunes conegudes per diversos exemplars, es podria destacar el Laban dando alcanze a Jacob del Museu del Prado per l'ampli desenvolupament del seu paisatge sàviament il·luminat, o la Multiplicació dels pans i peixos del Museu de l'Hermitage de Sant Petersburg, que amb L'entrada a Jerusalem del mateix museu o les Noces de Canà de la parroquial de La Guardia, mostren uns colors clars i un gust per la precisió al dibuix del nu que podrien recordar a Juan Bautista Maino influència evident també als captaires en repòs de La curación del paralítico d'Oriola.

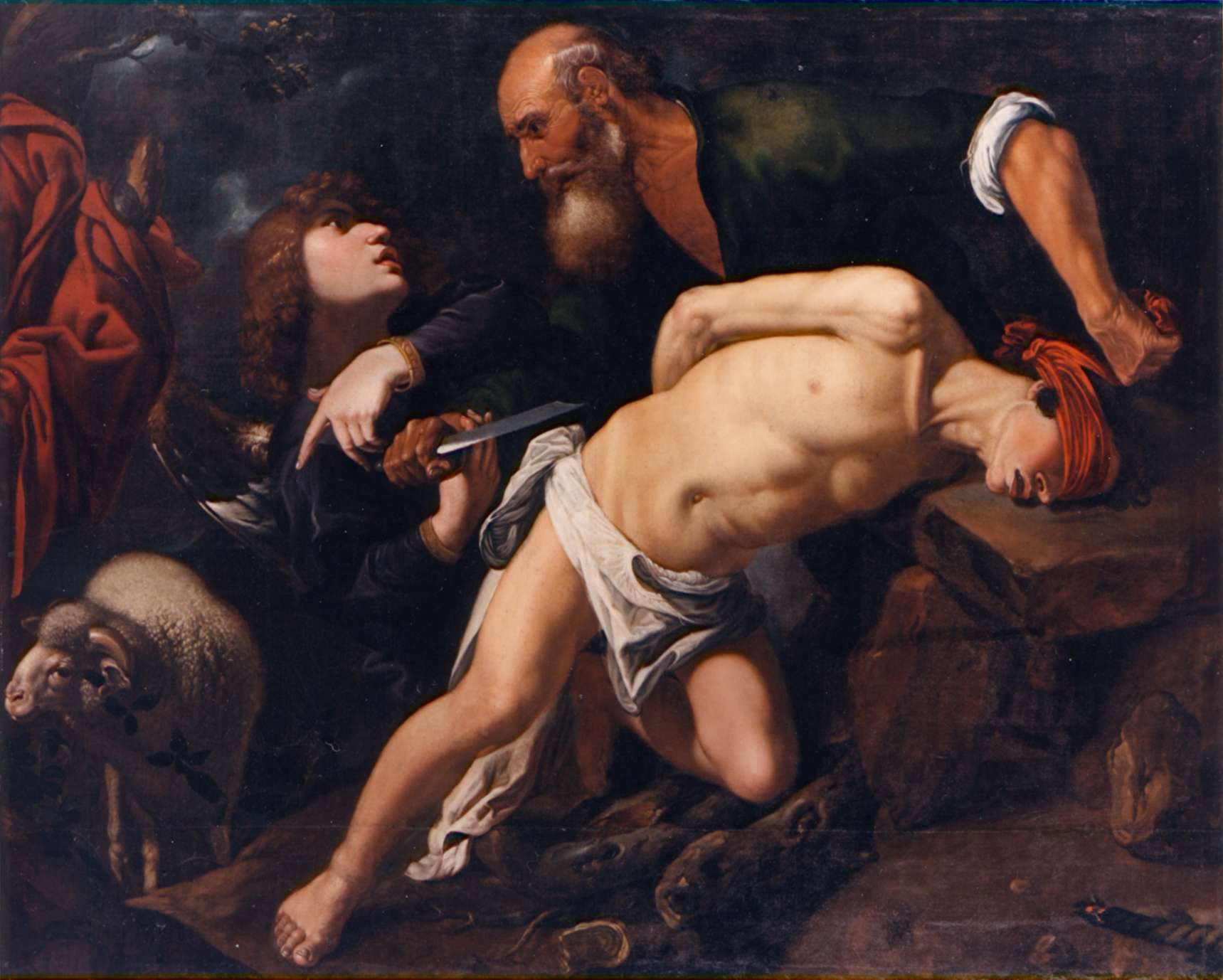
El sacrifici d'Isaac, oli sobre tela (133x167 cm) Museu de Belles Arts de Bilbao. Obra de fort caràcter caravaggista repetidament copiada a l'àmbit valencià, on va gaudir d'enorme popularitat.

Un problema particular relacionat amb l'absència de datacions segures ho plantegen algunes obres en què s'han advertit influències de El Greco. Pertanyen a aquest grup un conjunt de pintures localitzades a Toledo, com ara el Bateig de Crist, del retaule dels Carmelitans, amb unes proporcions a les figures d'una manera inusual llargues, el Sant Joan Baptista en peu de la catedral i el Sant Joan Baptista junt a una font del Museu de Santa Cruz, o L'Assumpció de la Mare de Déu del marquès d'Auñón que, descartat un aprenentatge al costat del cretenc, podrien ser de la dècada de 1620, quan també a l'obra de Luis Tristán s'adverteix un retorn a models de El Greco, i posar-se amb relació a la documentada amistat amb Jorge Manuel, el fill de El Greco. En obres més tardanes, com L'Adoració dels pastors i L'Epifanía del retaule de Yeste, datat el 1629, el Martiri de Sant Llorenç de l'església de Sant Esteve de València, inspirat a la pintura de El Escorial, o La curació del paralític del Museu d'Art Sacre d'Oriola i Reial Col·legi del Corpus Christi de València, obres que va poder realitzar en la posterior etapa valenciana, res no queda ja dels tipus humans de El Greco i l'amplitud espacial es pot explicar millor pel coneixement dels grans mestres venecians.
A altres pintures de grans dimensions i destinades a la devoció, com els citats Martiri de Sant Sebastià de la catedral de València i Miracle de Santa Leocadia de la catedral toledana, la llum dirigida és sincerament tenebrista, amb ressons de les obres de Carlo Saraceni pintades per a la mateixa catedral de Toledo, sense apartar-se, al mateix temps, de la il·luminació veneciana en algun contrallum o a la suggestió del paisatge dissipant les ombres del fons al Sant Sebastià. D'una data pròxima a aquest últim ha de ser el Sacrifi d'Isaac del Museu de Belles Arts de Bilbao, probablement pintat a València on es coneixen algunes còpies, al que de la mateixa manera es fon el bassanesc i venecià amb el tenebrisme més avançat, amb àmplies repercussions a l'obra dels pintors Ribalta de forma especial sobre el més jove d'ells, Joan Ribalta.